# 1968.
◄ | 19. stoljeće | 20. stoljeće | 21. stoljeće | ►
◄ | 1930-ih | 1940-ih | 1950-ih | 1960-ih | 1970-ih | 1980-ih | 1990-ih | ►
◄◄ | ◄ | 1965. | 1966. | 1967. | 1968. | 1969. | 1970. | 1971. | ► | ►►
Arhitektura • Astronautika • Astronomija • Biologija • Film • Fotografija • Glazba • Kazalište • Kemija • Kiparstvo • Knjige • Književnost • Kršćanstvo • Meteorologija • Medicina • Planinarstvo • Politika • Pravo • Promet • Slikarstvo • Strip • Šport • Televizija • Znanost • Zrakoplovstvo • Željeznički promet

## Događaji
- 5. siječnja – U Čehoslovačkoj je Aleksandar Dubček naslijedio Antonina Novotnyja na mjestu prvog tajnika Centralnog komiteta KP Čehoslovačke.
- 19. siječnja – Održana je premijera kazališne predstave Stilske vježbe u kojoj nastupaju Pero Kvrgić i Lela Margitić. U siječnju 2009. uručena im je plaketa Guinnessove knjige rekorda za najdugovječniju predstavu na svijetu s istom glumačkom postavom.
- 21. siječnja – Turska je kao prva članica NATO-a službeno priznala grčki vojni režim.
- 6. veljače – Otvorene X. Zimske olimpijske igre u Grenoblu (Francuska).
- 16. ožujka – Jedna američka jedinica u sklopu američkih trupa u Vijetnamu napala je južnovijetnamsko selo My Lai i pobila 507 stanovnika, među njima i 246 dojenčadi i djece.
- 31. ožujka – Američki predsjednik Lyndon B. Johnson odustao je od kandidature za novi mandat.
- 3. travnja – Iz protesta protiv političkih i društvenih odnosa u Zapadnoj Njemačkoj četiri radikalna člana APO-a (izvanparlamentarne opozicije), među kojima i Andreas Baader i Gudrun Ensslin zapalili su u Frankfurtu na Majni dvije robne kuće.
- 4. travnja – Ubijen Martin Luther King hicem iz snajpera na balkonu hotelske sobe u Memphisu, u saveznoj državi Tennessee.
- 5. travnja – U Čehoslovačkoj je program demokratizacije svih društvenih područja potaknuo tzv. "Praško proljeće"
- 6. lipnja – Ubijen Robert F. Kennedy
- 26. srpnja – Velika Britanija zabranila je ulazak u zemlju članovima scientološke sekte osnovane u SAD.
- 29. kolovoza – U Oslu su se vjenčali prijestolonasljednik Harald od Norveške i Sonja Haraldsen. Kako bi ostvario ženidbu s građankom, princ je zaprijetio odricanjem od prijestolja.
- 14. rujna – Objavljena je Zagrebačka Biblija na blagdan Uzvišenja svetoga križa u Zagrebu.
- 26. rujna – Portugalskog diktatora Antonija de Oliviere Salazara, koji je vladao od 1933. godine, naslijedio je Marcelo Jose das Veves Alves Caetano.
- 26. rujna – Takozvana Brežnjevljeva doktrina dopustila je državama Varšavskog pakta ograničen suverenitet.
- 12. listopada – U Meksiku su počele 19. Olimpijske igre. Prije svega zbog nadmorske visine na kojima su se odvijale (2240 metara), postignuta su čak 34 svjetska rekorda.
- 20. listopada – Jacqueline, udovica ubijenoga americkog predsjednika J. F. Kennedyja, udala se za grčkog multimilijardera i brodovlasnika Aristotelesa Onassisa.
- 28. listopada – Trgovinski sporazum između Švicarske i SAD iz 1936. otkazan je i dopunjen novim odredbama GATT-a (opći carinski i trgovinski sporazum).
- 29. listopada – Na dražbi u pariškom hotelu Drouot za 885 njemačkih maraka prodan je pramen kose Napoleona Bonapartea koji mu je 1815. na Elbi odrezao sluga.
- 5. studenog – U SAD je republikanski kandidat Richard Milhous Nixon pobijedio na predsjedničkim izborima. Na izborima za Zastupnički dom i senat većinu su osvojili demokrati. Nixon je uspio približiti SAD Kini i SSSR-u te okončati vijetnamski rat.
- 25. studenog – Plovidbu završava znameniti britanski putnički brod "Queen Elizabeth" da bi 1970. bio otegljen u Hong Kong i poslužio kao ploveće sveučilište, ali ne zadugo, jer je već 9. siječnja 1972. izgorio.
- 9. prosinca – Douglas Engelbart u sklopu računalne demonstracije "The Mother of All Demos" predstavio je računalni miš.
- 11. prosinca – Novoizabrani američki predsjednik Richard Milhous Nixon predstavio je u Washingtonu svoju buduću vladu u kojoj je Ministarstvo vanjskih poslova preuzeo William Rogers, a Ministarstvo obrane Melvin Laird.
- 21. – 27. prosinca – Apollo 8 prvi je poveo ljudsku posadu u svemir, na sam Badnjak, trojica astronauta iz posade u izravnom televizijskom prijenosu čestitali su Božić svim stanovnicima Zemlje.

## Rođenja

#### Siječanj – ožujak
- 1. siječnja – Davor Šuker, hrvatski nogometaš
- 2. siječnja – Cuba Gooding Jr., američki glumac
- 18. siječnja – Dragana Mirković, srpska pjevačica
- 28. siječnja – Rakim, američki reper
- 1. veljače – Hannes Trinkl, austrijski alpski skijaš
- 2. veljače – Espen Bredesen, norveški skijaš skakač
- 8. veljače – Gary Coleman, američki glumac († 2010.)
- 10. veljače – Peter Popovic, švedski hokejaš hrvatskog podrijetla
- 11. veljače – Damir Vanđelić, hrvatski poslovni menadžer
- 12. veljače – Dijana Čuljak, novinarka
- 22. veljače – Jeri Ryan, američka glumica
- 2. ožujka – Daniel Craig, britanski glumac
- 4. ožujka – Patsy Kensit, britanska glumica i pjevačica
- 10. ožujka – Pavel Srníček, češki nogometaš i nogometni trener († 2015.)
- 26. ožujka – Saša Dmitrović, hrvatski knjižar i publicist, vlasnik najstarijeg hrvatskog antikvarijata.[1] († 2025.)
- 30. ožujka – Céline Dion, kanadska pjevačica

#### Travanj – lipanj
- 8. travnja – Đuro Blažeka, hrvatski jezikoslovac, dijalektolog, leksikograf
- 19. travnja – Ashley Judd, američka glumica
- 21. travnja – Branka Slavica, hrvatska televizijska novinarka
- 29. travnja – Kolinda Grabar-Kitarović, hrvatska političarka i diplomatkinja
- 8. svibnja – Ivan Mikulić, hrvatski pjevač
- 16. svibnja – Maja Blagdan, hrvatska pjevačica
- 19. svibnja – Saša Anočić, hrvatski glumac i redatelj († 2021.)
- 28. svibnja – Kylie Minogue, australska pjevačica
- 4. lipnja – Silvijo Čabraja, hrvatski nogometaš i trener
- 9. lipnja – Nataša Dorčić, hrvatska glumica
- 10. lipnja – The D.O.C., američki reper
- 11. lipnja – Lady of Rage, američka reperica
- 18. lipnja –  Joško Tomičić, hrvatski pjevač († 2000.)

#### Srpanj – rujan
- 5. srpnja – Alen Vitasović, hrvatski glazbenik
- 22. srpnja – Rhys Ifans, velški glumac
- 1. kolovoza – Pavo Urban, hrvatski branitelj i fotograf († 1991.)
- 2. kolovoza – Alen Šalinović, hrvatski glumac
- 2. kolovoza – Zoran Šprajc, hrvatski novinar
- 5. kolovoza – Marine Le Pen, francuska političarka
- 5. kolovoza – Colin McRae, škotski automobilist († 2007.)
- 9. kolovoza – Gillian Anderson, američka glumica
- 9. kolovoza – Eric Bana, australski glumac
- 13. kolovoza – Zlatan Stipišić – Gibonni, hrvatski glazbenik
- 7. rujna – Marcel Desailly, francuski nogometaš ganskog porijekla
- 18. rujna – Toni Kukoč, hrvatski košarkaš
- 19. rujna – Damir Urban, hrvatski pjevač
- 25. rujna – Will Smith, američki pjevač i glumac
- 28. rujna – Mika Häkkinen, finski vozač Formule 1

#### Listopad – prosinac
- 8. listopada – Zvonimir Boban, hrvatski nogometaš
- 11. listopada – Jane Krakowski, američka glumica i pjevačica
- 25. listopada – Vesna Tominac Matačić, hrvatska glumica
- 26. listopada – Robert Jarni, hrvatski nogometaš
- 31. listopada – Branko Ivanković, hrvatski skladatelj, dirigent i glazbeni producent
- 31. listopada – Ivica Ivanković, hrvatski etnolog i folklorist
- 6. studenog – Kelly Rutherford, američka glumica
- 8. studenog – Parker Posey, američka glumica
- 18. studenog – Owen Wilson, američki glumac
- 2. prosinca – Lucy Liu, američka glumica
- 10. prosinca – Tomislav Bralić, hrvatski glazbenik i pjevač
- 21. prosinca – Kiefer Sutherland, kanadski glumac, producent, redatelj

## Smrti

#### Siječanj – ožujak
- 9. siječnja – Anka Jelačić, hrvatska operna pjevačica (* 1909.)
- 11. veljače – Pitirim Sorokin, rusko-američki sociolog (* 1889.)
- 21. veljače – Howard Walter Florey, australski liječnik, nobelovac (* 1898.)
- 27. ožujka – Jurij Gagarin, ruski astronaut (* 1934.)

#### Travanj – lipanj
- 4. travnja – Martin Luther King (*1929.)
- 16. travnja – Fay Bainter, američka filmska glumica (* 1893.)
- 16. travnja – Albert Betz, njemački fizičar (* 1885.)
- 29. travnja – Lav Mirski, hrvatski dirigent (* 1893.)
- 26. svibnja – Mate Garković, hrvatski biskup (* 1882.)
- 28. svibnja – Kees Van Dongen, francuski slikar nizozemskog podrijetla (* 1877.)
- 31. svibnja – Abel Bonnard, francuski književnik (* 1883.)
- 1. lipnja – Helen Keller, američka književnica i aktivistica (* 1880.)
- 14. lipnja – Salvatore Quasimodo, talijanski pjesnik i prevoditelj (*1901.)
- 16. lipnja – Vera Ilić-Đukić, srpska glumica i komičarka (* 1928.)
- 25. lipnja – Ante Šercer, hrvatski liječnik (*1896.)

#### Srpanj – rujan
- 18. srpnja – Corneille Heymans, belgijski fiziolog, nobelovac (* 1892.)
- 23. srpnja – Henry Hallett Dale, engleski liječnik, nobelovac (* 1875.)
- 28. srpnja – Otto Hahn, njemački fizičar (*1879.)
- 15. rujna – Joseph Kentenich, njemački katolički svećenik (* 1885.)

#### Listopad – prosinac
- 22. listopada – Vladimir Turina, hrvatski arhitekt (* 1913.)
- 21. studenoga – Ellsworth Paine Killip, američki botaničar (* 1890.)
- 20. prosinca – Marguerite Clayton, američka glumica (* 1891.)

## Nobelova nagrada za 1968. godinu
- Fizika: Luis W. Alvarez
- Kemija: Lars Onsager
- Fiziologija i medicina: Robert W. Holley, Har Gobind Khorana i Marshall W. Nirenberg
- Književnost: Yasunari Kawabata
- Mir: René Cassin

## Vanjske poveznice
|  | Zajednički poslužitelj ima još gradiva o temi 1968. |

1. ↑  Preminuo Saša Dmitrović koji je u Rijeci otvorio prvi hrvatski antikvarijat Fiuman.hr. Pristupljeno 10. kolovoza 2025.